# Xénophobie et racisme liés à la pandémie de Covid-19
La pandémie de Covid-19, apparue dans la ville de Wuhan, dans la province du Hubei en Chine, vers le début du mois de décembre 2019, a engendré une hausse des incidents liés à la peur de contracter le virus, à la suspicion, voire à l’hostilité, d'abord envers les personnes d'origine asiatique, puis d'autres origines à la suite de l'apparition de nouveaux foyers infectieux,.
Les réponses politiques liées à la Covid-19 ont touché de manière disproportionnée les personnes de couleur et les migrants - des personnes qui sont surreprésentées dans les groupes socio-économiques inférieurs, qui ont un accès limité aux soins de santé ou qui occupent des emplois précaires, ce qui a été analysé comme une montée possible de la xénophobie.
De plus, les groupes minoritaires sont touchés de manière disproportionnée par des disparités de prévalence du COVID-19, en parallèle avec une montée du sentiment nationaliste dans plusieurs pays. Des préjugés raciaux conduisant à une moindre qualité de détection et de traitement ont également été mis en avant,.

## Causes présumées

### Données historiques
Le racisme en période d'urgence mondiale n'est pas tout à fait nouveau, comme l'ont montré les précédentes pandémies au cours de l'histoire. Certaines pandémies ont en effet été associées à la haine et à la violence contre des groupes minoritaires (par exemple, sur la base de l'ethnicité, de la religion, de la migration et de la sexualité). Par exemple, l'épidémie de peste de 1900, dont on pense qu'elle a pris naissance dans le quartier chinois de San Francisco, a été qualifiée de « maladie orientale, propre aux mangeurs de riz » par le chirurgien général des États-Unis de l'époque. La réponse a été un racisme généralisé et la détention arbitraire, pendant des mois, de près d'un quart de million d'immigrants asiatiques. McCoy (2020) établit également un parallèle entre la grippe espagnole de 1918 et l'épidémie de COVID-19 : les deux événements se sont produits dans un contexte de préjugés raciaux et de racisme systémique similaires.
Une autre relation entre COVID-19 et le racisme se manifeste par l'effet sur la montée du nationalisme et du populisme, et leurs effets sur les relations entre les races perçues lors d'une pandémie. Le nationalisme d'exclusion et le racisme sont souvent liés. Historiquement, la première moitié du XXe siècle a été une période de montée du nationalisme dans le monde entier. Lorsque la peste bubonique a éclaté, les sentiments anti-immigrants se sont intensifiés dans de nombreux pays tels que les États-Unis, l'Afrique du Sud, l'Argentine et l'Australie. Aux États-Unis, c'est une période où le racisme anti-noir a atteint son apogée avec la ségrégation. De même, l'épidémie de grippe espagnole de 1918 a engendré la haine et la violence à l'encontre des Afro-Américains. En Europe, l'épidémie de typhus, qui a causé de nombreux décès sur le continent, a été utilisée pour justifier les persécutions et les meurtres, et a été impliquée dans les génocides, dans le massacre des Juifs pendant l'Holocauste et dans le massacre des Arméniens.
La maladie est un trait stigmatisé courant chez les personnes qui cherchent à éviter les porteurs présumés pour protéger leur propre santé, comme ce fut le cas lors de l'épidémie de SRAS au début des années 2000. De nombreuses personnes atteintes de COVID-19 restent asymptomatiques, propageant le virus à leur insu. De ce fait, certains individus se tournent vers d'autres traits non liés à la santé pour tenter d'identifier les porteurs potentiels.
L'une des tendances les plus prononcées lors de la pandémie de Covid-19 a été l'augmentation des préjugés à l'égard des personnes d'origine asiatique, qui peuvent découler du racisme systémique et sont ancrés dans des stéréotypes séculaires.
Les sentiments du passé ont refait surface concernant l'insalubrité et la saleté attribuées à la population et aux régions chinoises. Ce stéréotype est attribué aux grandes villes surpeuplées de Chine et aux quartiers chinois à forte densité correspondants dans d'autres pays. D'autres stigmates sur les « habitudes et la nourriture bizarres » dans ces zones ont également circulé. En Corée du Sud, les préjugés contre les Chinois se sont multipliés, les stéréotypes sur le bruit et le manque d'hygiène ont refait surface.
L'idée politisée d'un « virus chinois » produisant l'illusion d'un point d'origine unique ainsi que l'illusion d'une responsabilité locale isolée a été dénoncée, le marché de Huanan à Wuhan ayant offert aux journalistes internationaux le cadre d'un événement zoonotique fantasmé, où un virus de chauve-souris latent dans un animal « sauvage » se serait propagé aux humains en raison du préjugé selon lequel tous les Chinois mangent de telles choses.

### Facteurs préalables de polarisation de groupes
Selon Francis Fukuyama, « les facteurs responsables de la réussite des réponses à la pandémie ont été la capacité de l'État, la confiance sociale et le leadership ». En comparaison, les pays connaissant une polarisation sociale ont fait pire, ce qui peut avoir un effet négatif sur les relations interculturelles.
Le récent sentiment xénophobe anti-asiatique en est un exemple typique, puisque le racisme et la discrimination liés à la COVID-19 ne se sont pas limités aux personnes d'origine asiatique, mais ont touché divers groupes minoritaires : parmi les autres minorités victimes de racisme, on peut en effet citer les groupes minoritaires musulmans qui ont été attaqués en Inde, au Sri Lanka et au Myanmar.
Lors de la pandémie de Covid-19 en France, contrairement à l'universalisme républicain promis, les descendants des migrants chinois ont rencontré des difficultés concernant leur plein accès et leur appartenance insoupçonnée à la Nation française en raison de leur apparence physique. On a supposé que la cécité raciale, qui peut également impliquer une cécité aux traitements différentiels subis par les migrants et leurs descendants, a pu renforcer le racisme systémique, tant dans les interactions interpersonnelles quotidiennes que dans l'accès aux droits.

### Culture de l'othering
La réaction émotionnelle à la menace infectieuse peut diminuer l'empathie, entraînant la désignation de boucs émissaires, la stigmatisation et la déshumanisation des groupes minoritaires. Étant donné que les pandémies peuvent donner lieu à des réactions de haine et de violence ainsi qu'à des actes de compassion, il semble que le statut d'« étranger » des minorités au sein des sociétés soit un facteur clé de leur persécution lors des épidémies.
Dans certains pays de l'Union Européenne, une stigmatisation et des crimes de haine liés à la crainte d'une contamination par le Covid-19, à l'encontre de populations migrantes en situation de vulnérabilité ont été documentés, en rapport avec la montée des étatismes liés aux mesures d'urgence. Ces phénomènes feraient partie de l'émergence d'une « culture du rejet » antérieure à la pandémie, mais exacerbée par celle-ci, augmentant la propension à l'exclusion et à l'othering de populations étrangères perçues comme une menace.
En s'appuyant sur des recherches antérieures montrant que le nationalisme chrétien blanc est l'un des principaux moteurs des opinions racistes et xénophobes contemporaines aux États-Unis, ainsi que l'un des principaux facteurs de soutien à Donald Trump et à ses politiques, il a été montré que les récentes interprétations racistes et xénophobes de la COVID-19 ont été largement influencées par le nationalisme chrétien, en particulier chez les Américains blancs, au-delà des mesures traditionnelles de conservatisme religieux et politique.
Par contraste, alors que pour les Américains blancs, le nationalisme chrétien définit clairement les frontières d'exclusion du « nous » et du « eux », pour les Américains noirs, le lien entre le christianisme et l'appartenance à un groupe américain est beaucoup moins susceptible de les prédisposer à considérer les « étrangers » historiques (minorités et immigrants) comme coupables ou moins dignes d'aide, en l'occurrence, en ce qui concerne le COVID-19.
Au Costa Rica, les craintes légitimes concernant la mauvaise gestion de la pandémie par le gouvernement responsable se sont mêlées aux stéréotypes historiques selon lesquels les Nicaraguayens seraient une menace contaminante. Comme l'écrit Carlos Sandoval-Garcia dans son livre Threatening Others (2004), au Costa Rica, « l' « autre » nicaraguayen est souvent associé à un passé politique turbulent, à une peau sombre, à la pauvreté et à des formes de gouvernement non démocratiques ». L'augmentation des migrations du Nicaragua vers le Costa Rica tout au long du XXe siècle a contribué à cimenter ces stéréotypes et la construction de l'altérité nicaraguayenne.
L'histoire de la migration nicaraguayenne (une étude réalisée en 2018 a révélé que près de 30 % des migrants avaient été victimes de discrimination en raison de leur nationalité) a été décrite comme parallèle aux expériences des Mexicains et des Centraméricains aux États-Unis, des populations d'Afrique du Nord et du Moyen-Orient en Europe, et d'autres migrants ailleurs.

### Causes psychologiques
Des recherches en psychologie sociale suggèrent un effet de la pandémie sur l'obéissance à l'autorité, les rapports à la tradition et au conservatisme, les biais envers les personnes considérées comme moins attirantes, l'immigration, et les minorités sexuelles.

## Typologie des comportements excluants
L'agressivité croissante à l'égard des Asiatiques en général suggère que les stéréotypes et la déshumanisation ont augmenté à l'échelle mondiale.
La pandémie a également signalé la réémergence d'une forme de racisme ethnoculturel politisé visant spécifiquement les personnes d'origine asiatique. Le racisme anti-asiatique (en particulier anti-chinois) a connu une montée rapide, par exemple en Amérique du Nord, au Royaume-Uni, en Australie et en Inde. Cela s'est manifesté par une pléthore d'incidents, notamment des insultes raciales, des graffitis, des discours de haine et des attaques physiques, et a été amplifié par la propagande politique caractérisant le virus COVID-19 comme un « virus chinois » et des hashtags tels que Kung-flu. Le racisme de l'ère COVID-19 à l'égard d'autres groupes s'est également manifesté, par exemple, dans des rapports faisant état de discrimination raciale à l'égard des migrants africains en Chine et des musulmans dans divers pays.
Le sentiment anti-chinois et la stigmatisation ont été aussi forts en Asie que dans d'autres parties du monde. En plus de la rhétorique en ligne alimentant le sentiment anti-chinois en Corée du Sud, plus de 500 000 personnes ont signé une pétition demandant au gouvernement d'interdire tous les visiteurs chinois. En Corée et au Japon, où les Chinois représentent un tiers de l'ensemble des touristes, les restaurants et les détaillants ont apposé sur leurs vitrines des panneaux indiquant « Interdit aux Chinois ». Ces panneaux refusant les services aux ressortissants chinois ont aussi été signalés au Vietnam, et en Thaïlande,.
Un responsable indonésien a été mis au pilori en ligne après qu'une vidéo l'a montré en train d'accueillir personnellement un groupe de touristes chinois à l'aéroport.
Des Chinois ont été victimes de harcèlement en ligne et de sentiments racistes en Arabie saoudite, au Japon, en Malaisie, en Thaïlande et en Indonésie. Des individus d'autres pays asiatiques se  sont vu refuser des services, ont été harcelés et agressés physiquement au Sri Lanka, en Indonésie, en Iran, en Palestine et en Israël. Des occidentaux se sont également vu refuser des services et expulser de locations en Inde et en Thaïlande.

### Europe, Amérique du Nord, Océanie

#### États-Unis
Les Américains d'origine asiatique, dont beaucoup n'ont jamais visité leurs terres ancestrales ou qui ne sont même pas d'origine chinoise, sont blâmés pour la propagation du virus et en subissent les contrecoups. Du 19 mars 2020 au 24 avril 2020, l'APPPC, un groupe de défense des Américains d'origine asiatique aux États-Unis, a signalé 1 500 cas de discrimination dans 45 États. Ces plaintes portent sur un large éventail de comportements allant du harcèlement verbal à l'évitement en public en passant par les agressions physiques (APPPC, 2020). La plupart des plaintes portaient sur le harcèlement verbal ou la maltraitance, même à l'égard des enfants et des personnes âgées. Dix pour cent de tous les rapports concernaient des violations des droits civils fondamentaux, comme le refus de service dans les entreprises, l'interdiction d'accès aux services de transport, et même le harcèlement sur le lieu de travail (APPPC, 2020).
Certains estimaient que les personnes appartenant à des communautés minoritaires pauvres étaient elles-mêmes responsables du fait qu'elles ne se lavaient pas les mains, tandis que d'autres suggéraient que des minorités raciales étaient biologiquement plus sensibles à la COVID-19, et d'autres encore déclaraient que les détenus (dont un nombre disproportionné sont des minorités raciales et sont souvent supposés être noirs par les Américains blancs) ne méritaient pas les mêmes types de mesures de protection que celles dont bénéficient les autres pour prévenir l'infection.

#### Océanie et Canada
En Australie, de nombreuses plaintes pour discrimination raciale au cours de la pandémie de Covid-19 provenaient d'Asiatiques ciblés en raison du virus. On leur a craché dessus, ils ont été agressés physiquement et se sont vu refuser l'accès à des entreprises. Renforçant la délimitation des groupes, un message peint à la bombe disait « rentrez chez vous, chiens jaunes ». En Nouvelle-Zélande et au Canada, certains parents tentent d'empêcher les enfants chinois de fréquenter les écoles locales. Au Canada, la xénophobie touche les personnes qui ne sont pas d'origine chinoise : un centre culturel vietnamien a été vandalisé, deux Coréens ont été poignardés, et des Inuits se sont fait cracher dessus et dire de retourner dans leur « pays d'origine ».

#### Union européenne et Russie
En Europe, les agressions anti-asiatiques découlant de stéréotypes et de la stigmatisation autour du virus se développent. Un nombre important de rapports détaillent le harcèlement en ligne (par exemple, appellations désobligeantes ou racistes), des abus verbaux et physiques (par exemple, insultes, agressions) et un ciblage racial. De nombreux cas concernent des Asiatiques qui ne sont pas citoyens chinois ou d'origine chinoise. Des pays européens (par exemple, la Belgique, la Croatie, la Finlande, la France, l'Allemagne, la Hongrie, l'Italie, les Pays-Bas, la Russie, l'Ukraine et le Royaume-Uni) ont signalé ce type de xénophobie. Les cas comprennent des attaques verbales et des reproches concernant la propagation du virus en public, des actes de vandalisme à la maison et au travail, des attaques physiques en public, des attaques racistes en ligne, l'exclusion des écoles, des lieux publics, et des hôtels.
En France, les comptes-rendus des contrôles de police, les séquences vidéo et les données officielles suggèrent que les contrôles de police liés à l'application des mesures de confinement à partir de la mi-mars 2020 dans le contexte de la pandémie de Covid-19 ont montré un parti pris en faveur des contrôles ciblant les minorités dans les quartiers pauvres. Dans les 10 premiers jours de la fermeture, des vidéos ont commencé à circuler sur les médias sociaux et autres sur les contrôles de police qui semblent être abusifs, violents et discriminatoires.
Au cours de la première semaine, des récits d'arrêts abusifs, violents et discriminatoires liés à l'application du confinement, parfois accompagnés d'insultes racistes, ont émergé. Des vidéos postées sur Twitter depuis Asnières, Grigny, Ivry-sur-Seine, Villeneuve-Saint-Georges, Torcy, Saint-Denis et ailleurs en France ont montré des policiers en train de battre des gens, de les asperger de gaz lacrymogène et, dans certains cas, les policiers ont fait des commentaires xénophobes ou homophobes,.

### Afrique, Moyen-Orient, Asie, Amérique du Sud

#### Pays africains
Du harcèlement en ligne a été signalé en Afrique du Sud, au Cameroun, en Éthiopie, au Kenya et au Nigeria. Ce harcèlement a visé tous les étrangers « à la peau claire », qu'ils soient orientaux ou occidentaux, renforçant encore les frontières de couleur entre ces groupes et les « autres ».

#### Bolivie
Le gouvernement bolivien a mis en quarantaine trois touristes japonais qui ne s'étaient pas rendus dans un épicentre du virus et n'en présentaient aucun symptôme.

#### Thaïlande
Le Premier ministre thaïlandais Prayuth Chan-ocha a déclaré le 22 décembre 2020 que les migrants illégaux étaient responsables de l'épidémie. Les commentaires du premier ministre, la recrudescence des discours de haine en ligne contre les migrants et une série de restrictions gouvernementales qui ne s'appliquent qu'aux migrants ont suscité des objections de la part des défenseurs des migrants,.
Le gouvernement national thaïlandais a laissé une grande partie de la réponse à la nouvelle épidémie aux autorités provinciales, dont certaines ont émis des restrictions de la liberté de mouvement qui s'appliquent uniquement aux migrants. Dans la province de Chumphon, un couvre-feu de 12 heures a été imposé uniquement aux migrants, ce qui a suscité les critiques du directeur adjoint de Human Rights Watch en Asie, Phil Robertson. Dans la province de Samut Prakan, les migrants ont été temporairement interdits d'accès à des lieux spécifiques comme les temples,.
De nombreux groupes en Thaïlande, dont le Réseau de protection des travailleurs, la Fondation MAP et le Réseau de migration du Mékong (MMN), ont dénoncé le racisme croissant dont sont victimes les migrants. Les défenseurs ont demandé aux autorités de garantir que les migrants ont accès à des soins de santé gratuits pour le COVID-19 et ne seront pas punis en fonction de leur statut d'immigration, entre autres mesures,.
Ces groupes ont déclaré que l'industrie des produits de la mer du pays dépend des travailleurs migrants sous-payés qui vivent dans des conditions où la distanciation sociale et les mesures d'hygiène sont largement impossibles et qu'une récente enquête auprès des migrants a révélé de nombreux rapports d'employeurs refusant d'imposer des mesures pour prévenir la propagation du Covid-19,.

#### Inde
En Inde, la pandémie a renforcé le racisme à l'égard des Indiens du Nord-Est, un problème social existant depuis une dizaine d'années. Ces discriminations sont des actes manifestes de préjugés raciaux qui découlent principalement de la non-reconnaissance ou de l'échec de l'acceptation des Indiens du Nord-Est, qui sont principalement de type mongoloïde, comme Indiens.
Alors que le virus a lentement augmenté en Inde depuis début mars 2020, des incidents de discrimination et d'ostracisation des agents de bord, des médecins et des infirmières ont été signalés dans plusieurs régions du pays, principalement en raison de la crainte qu'ils puissent être porteurs et propager le virus.

#### Malaisie
Les autorités malaises ont indiqué que 586 migrants sans papiers ont été arrêtés en mai 2020 lors d'un raid dans la capitale, Kuala Lumpur. Parmi les personnes détenues se trouvaient de jeunes enfants et des réfugiés rohingya du Myanmar. Des postes dans les médias sociaux, dont certains par des politiciens malais, ont récemment accusé les Rohingyas d'avoir commis des crimes et les ont accusés de dominer des zones de la capitale. Une campagne a fait circuler les noms et les photos des militants, ainsi que des accusations violentes, et ont renforcé la peur au sein d'une communauté qui lutte pour se nourrir et se loger pendant la période de confinement liée à la pandémie,.
Les efforts de la Malaisie pour contenir la pandémie de Covid-19 ont eu « un impact disproportionné sur les communautés marginalisées », a déclaré Human Rights Watch dans un rapport national publié la semaine dernière. Les migrants et les réfugiés qui ont perdu leur emploi à cause de l'épidémie ont été « exclus des programmes d'aide du gouvernement, et beaucoup se sont retrouvés dans l'incapacité de nourrir leur famille », indique le rapport.
Sur les 31,5 millions d'habitants que compte la Malaisie, plus de 3,5 millions sont des migrants et des réfugiés.

#### Hong-Kong
À Hong Kong, plusieurs minorités ethniques asiatiques rapportent des procédures de confinement « surprise » imposées par la police dans certains quartiers habités par des groupes ethniques spécifiques, alimentant le sentiment que la propagation du virus serait due à leur mode de vie, ainsi que des discriminations au travail par des collègues ou des employeurs, telles que l'imposition de congés malgré des tests de détection négatifs.

#### Qatar et Bahreïn
Au Qatar et au Bahreïn, des propos xénophobes à l'encontre des travailleurs immigrés, proposent des mesures de quarantaine ou de déportation massive de ces populations, s'appuyant souvent sur des préjugés racistes concernant l'hygiène ou les coutumes supposées des Asiatiques.

#### Israël, Cisjordanie, Gaza
Le commissariat des Nations Unies pour les droits de l'homme a publié une déclaration disant qu'il est de la responsabilité d'Israël de fournir un accès équitable aux vaccins contre le Covid-19 pour les Palestiniens à Gaza et en Cisjordanie, devant des accusations de racisme anti-palestinien et d'« appartheid vaccinal » face aux déclarations de dirigeants israéliens affirmant que leur propre peuple recevrait un traitement prioritaire,.

## Instrumentalisation politique du racisme et de la xénophobie
Plusieurs groupes et partis politiques, notamment aux États-Unis, au Royaume-Uni, en Italie, en Espagne, en Grèce, en France et en Allemagne, se sont emparés de la crise du Covid-19 pour avancer diverses théories du complot, ainsi que des thèmes anti-immigrants, parfois prônant la suprématie de la « race blanche », ultranationalistes et xénophobes.

### Désignation de populations étrangères comme responsables et diffusion de stéréotypes raciaux
L'ancien président des États-Unis Donald Trump et son vice-président Mike Pence ont qualifié le coronavirus de « virus chinois », ce qui, selon de nombreux critiques, a renforcé la xénophobie et l'intolérance à l'égard des Asiatiques. Au cours de la première semaine d'avril 2020, on rapporte que les attaques contre les Américains d'origine asiatique aux États-Unis a atteint le nombre de 100 par jour.
Bien que l'Inde se soit officiellement engagée à ne pas étiqueter le virus, des personnalités controversées et un législateur indien ont publiquement qualifié le nouveau coronavirus de « virus chinois ». Le Premier ministre Narendra Modi a demandé aux citoyens indiens d'allumer la diya ou une bougie le 5 avril à 21 h pendant 9 minutes pour montrer une solidarité dans la lutte contre le virus. Dans l'un des clips de cet événement, largement diffusé dans les médias sociaux, un membre du parti Bharatiya Janata et ses partisans sont descendus dans les rues, défiant les règles de confinement et de distanciation sociale, chacun avec une torche allumée et ont crié plusieurs fois « Go back, chinese virus, go back ».
Au mois de février 2020, lorsque la Russie a interdit aux ressortissants chinois d’entrer dans le pays, la compagnie étatique de transport Mosgortrans a commencé à demander aux chauffeurs des transports publics de Moscou de signaler les passagers chinois à la police. Le personnel a interpellé de nombreux passagers à l'apparence asiatiques puis leur a demandé leurs papiers d’identité et le numéro de leur carte de métro afin de suivre leurs mouvements à la trace. Le 24 février, l’ambassade chinoise a adressé une lettre au gouvernement de Moscou, pour lui demander de prendre des mesures pour faire cesser ces pratiques. Pendant la dernière semaine de février, avant que Moscou soit placée en confinement, la police a procédé à des rafles en différents endroits pour identifier des ressortissants chinois en cours de déplacement et les forcer à se mettre en quarantaine.
Début avril 2020, les autorités chinoises de la ville de Guangzhou de la province de Guangdong, dans le sud du pays, où vit la plus importante communauté africaine de Chine, ont lancé une campagne pour faire passer de force aux Africains des tests de contamination par le coronavirus et leur ordonner de se confiner ou de se mettre en quarantaine dans des hôtels spécifiques. Ensuite, les propriétaires ont expulsé des résidents africains, obligeant nombre d’entre eux à dormir dans la rue, tandis que des hôtels, magasins et restaurants refusaient les clients africains.
Début mai 2020, les autorités malaises ont lancé des coups de filet à grande échelle pour arrêter des réfugiés et des travailleurs immigrés, s'appuyant sur l'idée que la communauté des migrants et les réfugiés rohingya seraient responsables de la propagation du Covid-19.
Les militants rohingyas ont nié les accusations selon lesquelles ils réclameraient la citoyenneté malaise, qui se sont répandues dans le cadre d'une vague d'abus visant la communauté depuis que la Malaisie a été critiquée pour avoir refusé de laisser débarquer des bateaux de réfugiés, en invoquant le Covid-19 comme raison,.
Au Costa Rica, l'administration du président Carlos Alvarado a utilisé la crainte que les Nicaraguayens soient une source de Covid-19 pour renforcer l'application de la loi aux frontières et sévir contre les communautés de migrants. La police a utilisé des drones pour suivre les mouvements des personnes sans papiers, tandis que les anti-immigrants ont organisé des groupes WhatsApp pour communiquer et signaler les personnes suspectes, ce qui a entraîné des détentions. Lors d'un incident, des fonctionnaires « lourdement armés » chargées de l'application de la loi ont fait une descente dans une ferme de la région frontalière d'Upala et ont détenu des réfugiés et des demandeurs d'asile nicaraguayens, dont des enfants et des personnes âgées, selon le Centre pour la justice et le droit internationaux.

### Théories du complot sur Internet
La présence de thèmes antisémites, issus d'hommes politiques, de personnes habituées à la rhétorique de la théorie du complot (voir aussi complot juif), s'associe à des thèmes tels que celui du Nouvel ordre mondial, du mondialisme, du canular juif mondial (parfois au service de thèses anti-vaccin) et de l'antisionisme. De nombreux mèmes antisémites sont relevés sur les réseaux sociaux, souvent issus d'images antisémites préexistantes.

### Discrimination islamophobe
En Inde et au Sri Lanka où existe une discrimination antimusulmans, on a rapporté de nombreux cas, apparemment liés au Covid-19, d’agression et de discrimination contre des musulmans. Au Myanmar, des leaders ultranationalistes se sont servis de la pandémie pour justifier leurs menaces et discours de haine visant les musulmans.
En Inde, le discours anti-musulmans, qui était déjà prévalent depuis l’élection du parti nationaliste hindou Bharatiya Janata Party (BJP) en 2015, a empiré en lien avec la propagation du Covid-19.
Ce type de discours semble s’être accentué lorsque les autorités ont annoncé qu’un grand nombre de musulmans avaient été testés positifs au Covid-19 après avoir assisté à un rassemblement religieux à New Delhi, organisé par le mouvement prosélyte islamique international Tablighi Jamaat. Des responsables du BJP ont qualifié cette rencontre de « crime de Talibans » et de « corona-terrorisme ». Certains médias traditionnels soutenant le BJP ont employé des termes tels que « #CoronaJihad », ainsi ce hashtag s'est répandu sur les médias sociaux.

## Inégalités sociales de santé
Plusieurs inégalités sociales de santé ont été liés à la présence d'un racisme systémique préalable à la crise du Covid-19.

### Lieux de vie défavorisés
En avril, le Centre national d'audit et de recherche sur les soins intensifs du Royaume-Uni a estimé que 35 % des personnes en soins intensifs dus au COVID-19 sont noires, asiatiques ou membres d'autres groupes ethniques minoritaires, soit près du triple de leur proportion dans la population britannique. Les dix premiers médecins du Royaume-Uni dont on sait qu'ils sont décédés des suites du COVID-19 étaient également issus de groupes ethniques minoritaires. La surpopulation des logements et les conditions de travail ont été suggérées comme une raison de cette disparité. Seulement 2 % des blancs au Royaume-Uni vivent dans des conditions de surpeuplement, mais les foyers de 30 % des Bangladais, 16 % des Pakistanais et 15 % des gens d'Afrique noire sont surpeuplés.
Aux États-Unis, les noirs-africains et les minorités ethniques sont également plus susceptibles de vivre dans des zones défavorisées, plus proches des sources de pollution industrielle, qu'il s'agisse de l'eau contaminée par le plomb à Flint (Michigan) ou des gaz neurotoxiques, de l'arsenic et des polychlorobiphényles à Anniston (Alabama). Les minorités ethniques sont également plus susceptibles de vivre dans des quartiers où elles sont exposées à des niveaux élevés de plomb et à la pollution atmosphérique. Le terme « déserts alimentaires » est souvent utilisé pour les quartiers qui manquent d'épiceries et autres vendeurs de produits frais, Un argument similaire peut être avancé en ce qui concerne l'accès plus faible aux espaces verts et aux dispositifs d'exercice physique.
Une plus grande exposition à la pollution atmosphérique est depuis longtemps liée à une espérance de vie plus courte. Elle peut exacerber les maladies cardiaques, déclencher une hypertension et compromettre le système immunitaire. Une étude préliminaire de 2020 a établi un lien entre l'exposition à ces environnements et une probabilité accrue de mourir de la COVID-19. Le manque d'accès à une nutrition appropriée aggrave la situation, ainsi que la consommation de malbouffe, d'alcool et de tabac. Cela favorise l'obésité et les carences nutritionnelles, qui amplifient les méfaits de la pollution de l'environnement : en outre, la vitamine C, le calcium et le fer présents dans l'alimentation empêchent l'absorption du plomb .

### Persistance d'une ségrégation raciale aux États-Unis
Dans plusieurs États des États-Unis, tels que l'Alabama ou le Mississippi, la proportion de victimes du Covid-19 parmi les Afro-américains a été mise en relation avec les inégalités économiques et le suprémacisme attribué à la majorité de Blancs américains. La précarité économique en effet, a empêché certaines personnes d'assurer le coût des traitements médicaux pour le Covid-19 ou de conserver leur emploi. Ceci a été attribué à la combinaison d'un mauvais accès aux soins de santé, d'une direction politique défaillante et de la persistance de la ségrégation et d'un racisme transmis de génération en génération (« racisme générationnel »).

## Actions contre la xénophobie et le racisme pendant la crise du Covid-19

### Réactions internationales contre le racisme et la xénophobie
Le Comité international de taxonomie des virus a travaillé pour éviter l'appellation « virus chinois », qui pouvait créer une stigmatisation des populations d'origine chinoise. Le 11 février 2020, ce comité a fini par désigner la maladie comme Covid-19, et le virus responsable SARS-CoV-2.
Abiy Ahmend, lauréat du prix Nobel de la paix en 2019, a appelé à la compassion en ces temps difficiles, déclarant : « En tant que communauté mondiale, nous sommes les gardiens les uns des autres. Ne laissons pas la peur nous priver de notre humanité ».

### Réactions de groupes activistes
Avec en toile de fond le nombre disproportionné de décès de personnes de couleur lors du Covid-19, et galvanisé par la mort de George Floyd, le mouvement Black Lives Matter a participé au mouvement d'antiracisme en Amérique du Nord, en Europe, en Afrique, en Asie et en Océanie.

### Activisme numérique
Pour contrer les agressions racistes en ligne, le hashtag Je ne suis pas un virus [visible aussi en français et en espagnol] s'est répandu sur Twitter. En Australie, plusieurs groupes ont demandé au gouvernement de lancer une campagne de lutte contre le racisme.
En Inde, certains des victimes et des militants anti-racistes se sont déclarés et se sont engagés dans l'activisme numérique. En plus de rapporter ces incidents sur les médias sociaux, ils ont demandé une action politique par le biais de ces médias, étant donné la nature du confinement empêchant la mobilité et les rassemblements.
De nombreuses pages Facebook ont pris une part active dans la lutte contre le racisme pendant la pandémie par le téléchargement des vidéos de ces incidents. Sur Twitter, des hashtags communs étaient #StopRacism, #StopAbuse, #NorthEastIndia, et #SocialStigma. Internet, en particulier les médias sociaux, ont été désignés comme le moyen le plus efficace de faire pression sur le gouvernement pendant le confinement.

### Cinéma
Début mars 2021, Pixar Animation Studios décide de rendre visible au public deux films d'animations SparkShorts (en), initialement disponibles depuis fin 2019 sur Disney+, sur Youtube.
Dans une déclaration officielle publiée sur Instagram, Pixar Animation Studios et les cinéastes SparkShorts affirment être solidaires des Asiatiques et des Américains d'origine asiatique, choisissant d'honorer et de célébrer la diversité contre la montée des crimes haineux contre ces communautés.
Le président Joe Biden a publié un décret en janvier 2021 condamnant plusieurs attaques à l'encontre de personnes d'origine asiatique en janvier, appelant à une meilleure collecte de données sur les incidents haineux, et mandatant aux agences fédérales de lutter contre « le racisme, la xénophobie et l'intolérance » à l'encontre des Asio-Américains et des Océano-Américains.
Wind est décrit comme un hommage aux immigrants d'origine coréenne et Float est le premier court-métrage d'animation de Pixar à mettre en scène des personnages Filipinos,.